# Birgit Machalissa
Birgit Machalissa (* 1956) ist eine österreichische Schauspielerin.

## Leben
Einem breiteren Publikum bekannt wurde Machalissa mit der Rolle der Sissi Kottan, die sie von 1977 bis 1980 in sechs Episoden in der Krimiserie Kottan ermittelt verkörperte. Sie spielte die Tochter des Majors Adolf Kottan. Die Österreicherin spielte dabei mit allen drei Hauptdarstellern der titelgebenden Figur: Peter Vogel, Franz Buchrieser und Lukas Resetarits.
In den Achtzigerjahren war sie Protagonistin des ORF Kinder- und Jugendmagazins Bravissimo. Es wurde im Studio Peter in Wien aufgezeichnet.
Von 1981 bis 1993 spielte sie in der TV-Serie Die liebe Familie mit. Ihren letzten TV-Auftritt – abgesehen von einer Episode im Kaisermühlen Blues – hatte Machalissa in der TV-Serie Dolce Vita & Co für 13 Episoden in der Rolle der Fr. Lerch.

## Filmografie (Auswahl)
- 1977: Pension Schöller (Fernsehfilm)
- 1977–1980: Kottan ermittelt (6 Folgen, Fernsehserie)
- 1982/83: Die fünfte Jahreszeit (3 Folgen, Miniserie)
- 1985: Der Leihopa (1 Folge, Fernsehserie)
- 1988: Tatort: Feuerwerk für eine Leiche (Fernsehfilm)
- 1992: Ein Wahnsinnskind (1 Folge, Fernsehserie)
- 1981–1993: Die liebe Familie (Fernsehserie)
- 1999: Kaisermühlen Blues (1 Folge, Fernsehserie)
- 2001/02: Dolce Vita & Co (13 Folgen, Fernsehserie)